# Gobius cobitis
Il Ghiozzo testone (Gobius cobitis), è un pesce della famiglia Gobiidae.

## Habitat e distribuzione
Diffuso nell'Oceano Atlantico orientale, dall'Inghilterra meridionale al Marocco, nel Mar Mediterraneo e nel Mar Nero.

Popola fondali rocciosi ricchi di vegetazione e di anfratti, dove l'idrodinamismo sia ridotto. Si rinviene spesso assieme al ghiozzo paganello.

## Descrizione
Questo pesce è reso inconfondibile dalla testa, massiccia e di grosse dimensioni, da cui il nome di testone, con una bocca di grandi dimensioni e una dentatura che lo rende un temibile predatore. I raggi superiori delle pinne pettorali sono liberi come in Gobius paganellus. Pinne ventrali di grandi dimensioni.

Corpo di colore marrone scuro tendente al nero a tratti marmorizzato in nero con spesso in età adulta strisce bianche tendenti al celeste sull apice delle pinne dorsali.

Misura da 20-30 centimetri

## Alimentazione
Si nutre di policheti, crostacei, molluschi e altri invertebrati, di piccoli pesci e avannotti anche della stessa specie e in pratica ogni animale capace di passare dalla sua grande bocca. Ingoia anche detriti vegetali.

## Pesca
Privo di interesse commerciale.
Si può catturare con le tipiche tecniche a fondo utilizzate per altri pesci innescando esche naturali, ma data la sua voracità è possibile pescarlo anche con piccole esche artificiali.
Le carni sono discrete, apprezzate in frittura o per la preparazione di zuppe e fumetto.

## Bibliografia

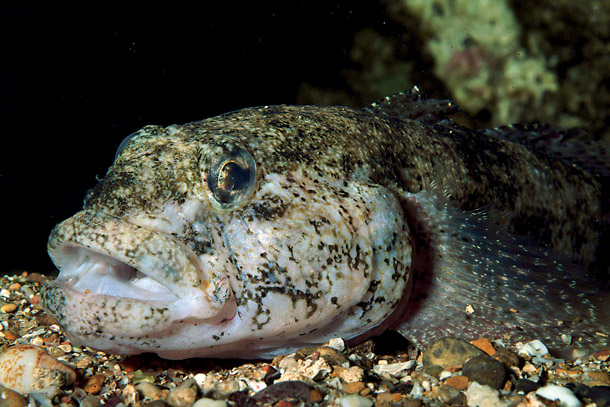
Particolare della testa